# Du droit des magistrats
Du droit des magistrats sur leurs sujets est un livre écrit par le théologien protestant Théodore de Bèze en 1574. C'est un ouvrage de théorie politique monarchomaque, qui défend le droit des huguenots à résister à la tyrannie.

## Contexte historique
Publié en 1574, "le droit des magistrats" né dans un contexte de guerre de religions, où on voit s'affronter protestants et catholiques. Théodore de Bèze était un théologien protestant s'inscrivant dans le mouvement monarchomaque. Ce mouvement apparaît lors de ces différents conflits, et Hotman et Bèze sont les protagonistes de cette histoire. Henri III est au pouvoir en 1574, ancien roi de Pologne et grand duc de Lituanie, il succède à son frère Charles IX.
Le royaume est déchiré entre conflits religieux, qui perdurent jusqu'en 1787 avec le traité de paix. Ces guerres et conflits n'étaient pas en continu mais ils ont fortement contribué à une sclérose du royaume.

## Contenu
Au XVIe siècle, l'autorité des princes et des rois est considérée comme dérivant de Dieu, selon les modalités du droit divin. Théodore de Bèze affirme d'emblée que Dieu doit être obéi sans exception, ce qui vaut aussi bien pour les citoyens que pour les magistrats (y compris princes et rois) et limite de fait leur puissance.
Les citoyens doivent obéir aux magistrats, à condition que ce qu'ils demandent ne soit ni contraire à la religion, ni inique. Si le roi peut être considéré comme un père pour ses citoyens, et si le père a un droit étendu sur ses enfants, cela n'enlève rien au fait que Dieu reste ultimement le père de toute l'humanité. Ainsi, si un roi veut contraindre ses sujets à accepter une religion idolâtre, il rompt avec les commandements de Dieu d'où il tire son autorité. Il n'est alors plus roi, mais tyran : son autorité ne dérive plus de Dieu et les citoyens sont en droit de le déposer.

## Réception
Avec la conception calviniste du droit de résistance, celle de Bèze connaîtra une influence considérable. Ainsi, la déclaration d'indépendance des Pays-Bas, en 1581, s'inspire directement du Droit des magistrats :

« Comme il est notoire à un chacun, qu’un Prince du Pais est étably de Dieu pour Souverain & Chef des Sujects, pour les défendre & conserver de toutes injures, oppressions et violences ; comme un Pasteur est ordonné pour la deffence & garde de ses Brebis ; & que les Sujects ne sont pas créez de Dieu pour l’usage du Prince ; pour luy estre obeissans en tout ce qu’il commande, fait que la chose soit pie ou impie, juste ou injuste, & le servir comme esclaves : Mais le Prince est créez pour les Sujects, sans lesquels il ne peut estre Prince, afin de gouverner selon droict & raison [...] Et quand il ne le fait pas, mais qu’au lieu de défendre ses Sujects, il cherche de les oppresser & de leur oster leurs Privilèges & anciennes Coustumes, leur commander & s’en servir comme d’esclaves : Il ne doibt pas estre tenu pour Prince, ains pour Tyran. Et comme tel ses Sujects, selon droict & raison, ne le peuvent plus recognoistre pour leur Prince. »